# Jean Le Gac
Pour les articles homonymes, voir Le Gac.
Jean Le Gac, né le 6 mai 1936 à Alès, est un peintre français. Il est l'un des représentants de la nouvelle figuration.

## Parcours
Professeur de dessin, Jean Le Gac n'est guère tenté par une carrière conforme aux tendances qui dominent les années 1960, et ses premières activités (promenades, envois postaux) s'affirment en marge des catégories admises, comme celles de Christian Boltanski qu'il connaît depuis 1966.
Passionné de littérature, il en vient à proposer, d'abord dans de modestes cahiers juxtaposant photos et textes également allusifs, le récit des faits et gestes d'un peintre anonyme : ce matériel narratif l'autorise à se définir comme artiste-peintre, projetant ses problèmes, ses doutes et ses humeurs sur son double.
Présenté par Harald Szeemann à la « Documenta V » dans le cadre des Mythologies individuelles, Le Gac est alors intégré dans un Narrative Art aux côtés de Boltanski, Messager ou Jochen Gerz. Son travail rejoint progressivement la présentation classique de la peinture : photos et textes (eux-mêmes photographiés) s'organisent en panneaux encadrés, sans renoncer à l'aspect livresque (Le Peintre de Tamaris, 1989 ; La Biographie (avec peintre et religieuse), 1989 ; Introduction aux œuvres d'un artiste dans mon genre, 1987).
Depuis 1981, il reproduit avec les techniques traditionnelles (fusain, pastels) des illustrations empruntées à la littérature populaire, qui permettent à son personnage de vivre de nouvelles aventures, toutes également stéréotypées, et complète ses images par des objets (machine à écrire, appareil photo, projecteur de cinéma) évocateurs d'une mise en scène ou d'une fiction qui n'en finit pas de mettre en abyme ses procédés : l'œuvre de Le Gac s'élabore sur l'absence d'œuvre de son héros.

« Je ne parviens plus à croire comme certains que l'art moderne fait encore question. Pour moi, l'histoire de l'art moderne a été vite plébiscitée. C'est aujourd'hui une vieille dame assez conformiste qui ressasse ses souvenirs. »

— Jean Le Gac

## Œuvres
- Le Délassement du peintre français avec poursuite[3], musée d'Art de Toulon, 1982
- Le Délassement du peintre français avec dompteur[4], musée d'Art de Toulon, 1982
- La Frise du Le Gac Museum (fragments 10 et 18)[5], Alès, musée Pierre-André-Benoit, 1990-1991
- Les sœurs jumelles sauvées par le peintre (Fresques sur les verrières de la gare de Colmar, Technique des pare-brises feuilletés : sérigraphies sur film synthétique laminé collée entre deux glaces de verre de 8 mm d'épaisseur , 2 × 48 m2)[6], Gare de Colmar, 1991
- Vingt ans après le bicentenaire de la Révolution en Dauphiné, Vizille, musée de la Révolution française, 2009

## Expositions personnelles (sélection)
- « Le Peintre, Exposition Romancée, Jean Le Gac », musée national d'Art moderne (1978)[7]
- « Rendez-vous à Thessalonique », Institut français de Thessalonique (décembre 2002-février 2003)
- « Photo, textes et œuvres récentes », galerie Templon (2004)[8]
- « Jean Le Gac. En dormant, en lisant »[9], musée de Soissons (2007)

## Publications (sélection)
- Le Peintre de Tamaris près d'Alès. Recueil de photos et de textes : 1973-1978, Crisnée, Yellow Now, 1979
- Introductions aux œuvres d'un artiste dans mon genre, Arles, Actes Sud, 1987
- Le Peintre intercalaire, Paris, Deyrolle, 1990
- Photographies, Neuchâtel, éditions Ides et Calendes, 1998
- Je t'écris, Paris, éditions Jannink, coll. « L'art en écrit », 1998
- La Salle des herbiers - Musée, Paris, éditions La Pionnière, 2000
- Rendez-vous à Thessalonique, Institut français de Thessalonique/AFAA, 2002
- Et le peintre - Tout l'œuvre roman : 1968-2003, Paris, éditions Galilée, 2004
- Itinéraires, Paris, éditions La Pionnière, 2008

## Distinctions
- Commandeur de l'ordre des Arts et des Lettres (2011)[10]

#### Ouvrages
- Évelyne Artaud, L'Atelier de Jean Le Gac, Paris, Thalia Édition, 2010.
- Laurent Olivier, Jean Le Gac, l'effraction douce, éditions La Pionnière / Pérégrines, 2009.
- Catherine Francblin, Jean Le Gac, Paris, Flammarion, 1984.
- Dimosthenis Davvetas et Bernard Marcadé, Jean Le Gac, le peintre blessé, Paris, éditions Galilée, 1988.
- Anne Dagbert, Jean le Gac, Paris, Fall Éditions, 1998.
- Collectif, Une œuvre de Jean Le Gac, Marseille, éditions Muntaner, coll. « Iconotexte », 2000.
- Jean-Pierre Mourey, « Fiction et mise en récit : Jean Le Gac », in Traces photographiques, traces autobiographiques, Saint-Étienne, Puse, coll. « Cierec », 2004, p. 53-63.

#### Article
- Jean-Luc Chalumeau, « Patrick Lanneau, Jean Le Gac », Eighty, n° 13, 1986.